# 알레산드리아
알레산드리아(이탈리아어: Alessandria)는 이탈리아 서북부 피에몬테주 알레산드리아도에 있는 도시이다. 알레산드리아도의 중심지로 토리노 동남쪽 90km 지점의 타나로 강과 보르미다 강이 합류하는 곳에 위치한다.

## 역사
1168년 신성로마제국 프리드리히 1세에 대항하기 위해 롬바르디아 도시동맹에서 구축한 요새에서 유래한다. 명칭은 1168년 당시의 교황 알렉산데르 3세에서 유래하며, 후에 개칭한 것이다. 그 후 스포르차 가문에 넘어갔다가 18세기부터는 사르데냐 왕국에 속하게 되었다. 이 곳 근처 마렝고에서 1800년 마렝고 전투가 일어나 나폴레옹 1세가 승리하여 이 일대는 프랑스로 넘어갔으며, 프랑스는 이 곳을 14년 간 점령하며 프랑스 제1제국의 마랑고 현(프랑스어: Département of Marengo)을 설치하여 알레산드리아는 그 현청이 되었다. 1814년 다시 사르데냐 왕국에 반환되었다. 현재는 북이탈리아의 주요 산업 중심지 중 한 곳이며, 토리노와 제노바를 연결하는 철도와 여러 철도가 분기하는 교통 요지이다.

## 기후
알레산드리아는 습한 아열대 기후(쾨펜 기후 구분 Cfa)에 위치해 있으며 겨울은 적당히 춥고, 여름은 덥고 무더운 도시이다. 강우량은 적당하며 최소 2회(여름과 겨울)와 최대 2회 가을과 봄에 내린다.
| 알레산드리아의 기후      | 알레산드리아의 기후 | 알레산드리아의 기후 | 알레산드리아의 기후 | 알레산드리아의 기후 | 알레산드리아의 기후 | 알레산드리아의 기후 | 알레산드리아의 기후 | 알레산드리아의 기후 | 알레산드리아의 기후 | 알레산드리아의 기후 | 알레산드리아의 기후 | 알레산드리아의 기후 | 알레산드리아의 기후 |
| 월                       | 1월                 | 2월                 | 3월                 | 4월                 | 5월                 | 6월                 | 7월                 | 8월                 | 9월                 | 10월                | 11월                | 12월                | 연간                |
| ------------------------ | ------------------- | ------------------- | ------------------- | ------------------- | ------------------- | ------------------- | ------------------- | ------------------- | ------------------- | ------------------- | ------------------- | ------------------- | ------------------- |
| 일평균 최고 기온 °C (°F) | 3.2 (37.8)          | 6.6 (43.9)          | 12.6 (54.6)         | 17.7 (63.8)         | 22.4 (72.3)         | 26.7 (80.1)         | 29.5 (85.1)         | 28.6 (83.5)         | 24.1 (75.4)         | 16.9 (62.5)         | 9.4 (48.9)          | 4.4 (40.0)          | 16.8 (62.3)         |
| 일평균 최저 기온 °C (°F) | −2.4 (27.7)         | −0.6 (31.0)         | 3.7 (38.6)          | 8.0 (46.4)          | 12.4 (54.3)         | 16.2 (61.1)         | 18.5 (65.3)         | 17.9 (64.2)         | 14.5 (58.1)         | 9.3 (48.7)          | 3.9 (39.1)          | −0.4 (31.3)         | 8.4 (47.1)          |
| 평균 강수량 mm (인치)    | 38 (1.5)            | 37 (1.46)           | 54 (2.13)           | 64 (2.52)           | 60 (2.36)           | 47 (1.85)           | 32 (1.26)           | 36 (1.42)           | 43 (1.69)           | 74 (2.92)           | 72 (2.84)           | 46 (1.81)           | 603 (23.75)         |
| 출처: Intellicast        |                     |                     |                     |                     |                     |                     |                     |                     |                     |                     |                     |                     |                     |

## 교통
1850년에 개장한 알레산드리아역은 토리노-제노바 철도의 일부를 형성한다. 피아첸차, 노바라, 파비아, 카발예르마 조레, 오바다, 산 주세페 디 카이로로 가는 다른 6개 노선의 교차점이기도 하다.

## 스포츠
이 도시의 프로 축구 팀은 US 알레산드리아 칼초 1912이다.